# Districtul Hachem
Hachem este un district din provincia Mascara, Algeria.